# Möllmicke
Möllmicke ist ein Ortsteil der im nordrhein-westfälischen Kreis Olpe liegenden Gemeinde Wenden im Sauerland.
Der Ort hat 1509 Einwohner (Stand 30. Juni 2023). Er liegt 1,2 km westlich von Wenden und 1 km östlich der Bundesautobahn 45.